# Nyctibius maculosus
Nyctibius maculosus là một loài chim trong họ Nyctibiidae.